# Max-Planck-Institut für Mathematik in den Naturwissenschaften
Das Max-Planck-Institut für Mathematik in den Naturwissenschaften (MPI-MIS) in Leipzig wurde am 1. März 1996 gegründet. Es gehört zur mathematisch-naturwissenschaftlichen Sektion der Max-Planck-Gesellschaft. Es hat seinen Sitz im ehemaligen Verlagsgebäude des Reclam-Verlags.
An dem Institut arbeiten Wissenschaftler verschiedener Fachrichtungen, die sich mit Mathematik im Hinblick auf Anwendungen in den Naturwissenschaften, vor allem der Physik, der Biologie, der Chemie und den Materialwissenschaften, beschäftigen. Das Institut hat über 100 Mitarbeiter, geschäftsführender Direktor ist László Székelyhidi.
Hauptgebiete der mathematischen Forschung sind
- Musterbildung, Energielandschaften und Skalierungsprozesse (Arbeitsgruppe von Felix Otto),
- Angewandte Analysis (Arbeitsgruppe von László Székelyhidi)
- Nichtlineare Algebra (Arbeitsgruppe von Bernd Sturmfels)
- Riemannsche, Kählersche und algebraische Geometrie (Arbeitsgruppe von Jürgen Jost),
- Analysis komplexer Systeme (Arbeitsgruppe von Jürgen Jost),
- Geometrie, Gruppentheorie und Dynamik (Arbeitsgruppe von Anna Wienhard).

Ehemalige Arbeitsgruppen sind
- Mathematische Physik, Funktionalanalysis und Partielle Differentialgleichungen (Arbeitsgruppe von Eberhard Zeidler, 1996–2007),
- Numerische Analysis ('scientific computing') (Arbeitsgruppe von Wolfgang Hackbusch, 1999–2014).

Das Institut verfügt über ein umfangreiches Besucherprogramm und hat sich seit seiner Gründung zu einem internationalen Zentrum der angewandten Mathematik entwickelt.